# Карл Штоосс
Штоосс Карл (нім. Stooß (Stooss) Carl; 13 жовтня 1849, Берн – 24 лютого 1934, Грац, Австрія) – швейцарський криміналіст, фахівець з кримінальної політики. Був професором кримінального права університетів в Берні та Відні. 5 серпня 1893 р. представив проект Загальної частини (), а згодом і повний текст  загальнофедерального Кримінального кодексу Швейцарії, котрий отримав схвалення експертної комісії в 1896 р. В подальшому проект Штоосса був прийнятий Федеральними зборами Швейцарського союзу 21 грудня 1937 р., затверджений на референдумі (3 липня 1938 року) і набув чинності з 1 січня 1942  р..
За своїми науковими поглядами К. Штоосс був близьким до представників соціологічного напрямку — в його проекті КК чи не вперше паралельно з покараннями з'явилися заходи безпеки, а в процесі роботи над кодексом вчений багато консультувався з Францом фон Лістом та ін. представниками соціологічної школи.
К. Штоосс був головним редактором наукового журналу «Огляд швейцарського кримінального права». У 1895–1898 рр. він був головою Спілки швейцарських юристів (Präsident des schweizerischen Juristenvereins/SJV).

## З життєпису
Карл Штоосс народився в Берні, відвідував там школу і почав вивчати право в Бернському університеті в 1868 році. Після семестрів за кордоном в Лейпцизькому та Гейдельберзькому університетах він закінчив навчання в 1873 році, склавши іспит на адвоката. Потім він працював адвокатом, головою суду, а з 1879 року викладав цивільний та кримінальний процеси в Бернському університеті.
У 1896 році з економічних причин він погодився на посаду професора кримінального права у Віденському університеті. У 1919 році вийшов у відставку. З 1923 року він жив на призначену йому австрійську державну пенсію в Граці, де й помер у віці 84 років.